# Guillermo Vargas
Guillermo Vargas Jiménez, também conhecido por Habacuc,  (San José, 18 de setembro de 1975) é um artista costa-riquenho, mais conhecido pela controvérsia causada quando expôs um cão desnutrido numa galeria de arte na Nicarágua em 2007. Acima dele havia frases escritas com ração.
Habacuc foi um dos cinco escolhidos para representar seu país na Bienal Centroamericana 2008, o que levou a World Society for the Protection of Animals (WSPA), que investigara a exibição de Habacuc na Nicarágua em 2007 e considerara a informação relativamente ao assunto "inconsistente", a promover encontros com os patrocinadores da Bienal Centroamericana 2008 para garantir que nenhum animal seria alvo de abusos durante a exibição.

## Prémios
- Primeiro prémio na Bienarte 2005, San José, Costa Rica[4]
- Primeiro prémio na Bienarte 2007, San José, Costa Rica[4]